# Mortierella rishikesha
Mortierella rishikesha är en svampart som beskrevs av B.S. Mehrotra & B.R. Mehrotra 1964. Mortierella rishikesha ingår i släktet Mortierella och familjen Mortierellaceae.   Inga underarter finns listade i Catalogue of Life.